# العلاقات البريطانية البنمية
العلاقات البريطانية البنمية هي العلاقات الثنائية التي تجمع بين المملكة المتحدة وبنما.

## مقارنة بين البلدين
هذه مقارنة عامة ومرجعية للدولتين:
| وجه المقارنة                                              | المملكة المتحدة                 | بنما                      |
| --------------------------------------------------------- | ------------------------------- | ------------------------- |
| المساحة (كم2)                                             | 242.50 ألف                      | 74.18 ألف                 |
| عدد السكان (نسمة)                                         | 66.02 مليون                     | 4.10 مليون                |
| الكثافة السكانية (ن./كم²)                                 | 272.25                          | 55.27                     |
| العاصمة                                                   | لندن                            | بنما                      |
| اللغة الرسمية                                             | لغة إنجليزية، اللغة الويلزية    | اللغة الإسبانية           |
| العملة                                                    | جنيه إسترليني                   | بالبوا بنمي، دولار أمريكي |
| الناتج المحلي الإجمالي (بليون دولار)                      | 2.62 تريليون                    | 61.84 مليار               |
| الناتج المحلي الإجمالي (تعادل القوة الشرائية) بليون دولار | 2.72 تريليون                    | 87.37 مليار               |
| الناتج المحلي الإجمالي الاسمي للفرد دولار أمريكي          | 43.88 ألف                       | 13.27 ألف                 |
| الناتج المحلي الإجمالي للفرد دولار أمريكي                 | 40.23 ألف                       | 20.89 ألف                 |
| مؤشر التنمية البشرية                                      | 0.907                           | 0.780                     |
| رمز المكالمات الدولي                                      | +44                             | +507                      |
| رمز الإنترنت                                              | .uk، .gb                        | .pa                       |
| المنطقة الزمنية                                           | توقيت غرينيتش، توقيت غرب أوروبا | 00                        |

## منظمات دولية مشتركة
يشترك البلدان في عضوية مجموعة من المنظمات الدولية، منها:
| علم المنظمة | اسم المنظمة                               | تاريخ انضمام المملكة المتحدة | تاريخ انضمام بنما |
| ----------- | ----------------------------------------- | ---------------------------- | ----------------- |
|             | يونسكو                                    | 4 نوفمبر 1946                | 10 يناير 1950     |
|             | الفريق المعني برصد الأرض                  | ?                            | ?                 |
|             | مؤسسة التمويل الدولية                     | 20 يوليو 1956                | 20 يوليو 1956     |
|             | المركز الدولي لتسوية المنازعات الاستشارية | 18 يناير 1967                | 8 مايو 1996       |
|             | منظمة حظر الأسلحة الكيميائية              | ?                            | ?                 |
|             | مؤسسة التنمية الدولية                     | 24 سبتمبر 1960               | 1 سبتمبر 1961     |
|             | منظمة التجارة العالمية                    | 1995                         | ?                 |
|             | وكالة ضمان الاستثمار متعدد الأطراف        | 12 أبريل 1988                | 21 فبراير 1997    |
|             | الاتحاد البريدي العالمي                   | ?                            | ?                 |
|             | منظمة الشرطة الجنائية الدولية             | ?                            | ?                 |
|             | الأمم المتحدة                             | 24 أكتوبر 1945               | 13 نوفمبر 1945    |
|             | الاتحاد الدولي للاتصالات                  | 24 فبراير 1871               | 14 يوليو 1914     |
|             | البنك الدولي للإنشاء والتعمير             | 27 ديسمبر 1945               | 14 مارس 1946      |

## وصلات خارجية
- موقع وزارة الخارجية البريطانية
- موقع وزارة الخارجية البنمية